# Ōtomo no Otomaro
En aquest nom japonès, el cognom és Ōtomo.
Ōtomo no Otomaro (大伴弟麻呂 o 大伴乙麻呂) (731? - 14 de juny del 809) va ser un general japonès de l'era Nara i començaments de l'era Heian, membre del clan Ōtomo. Va ser el primer militar que va obtenir el títol de sei-i taishōgun el 794, per la seva tasca junt amb Sakanoue no Tamuramaro, qui va lluitar contra els ainú, una tribu considerada bàrbara que dominava en aquella època les illes de Hokkaido i la part nord de Honshu. El seu pare va ser Ōtomo no Koshibi.